# Gonophora albitarsis
Gonophora albitarsis es una especie de insecto coleóptero de la familia Chrysomelidae. Fue descrita en 1910 por Gestro.